# Burtenbach
Burtenbach é um município da Alemanha, localizado no distrito de Günzburg, no estado de Baviera.